# Amalie Skramová
Amalie Skramová (22. srpna 1846 Bergen, Norsko – 15. března 1905 Kodaň, Dánsko) byla norská spisovatelka, představitelka naturalismu.

## Život
Amalie se narodila v rodině obchodníka Monse Monsena Alvera (1819–1898) a Ingeborg Lovise rozené Sivertsen (1821–1907). Měla deset sourozenců, z nichž se dospělosti dožili: Wilhelm, Johan, Martin, Bernhard, Mons a Elizabeth. Poté, co její otec roku 1863 zkrachoval, odcestoval do Spojených států, aby neskončil v dluhovém vězení. Zbytek rodiny měl přijet za ním, až si najde práci, ale matka si to nepřála.
Provdala se za námořního kapitána Bernta Müllera (1837–1898). Po třináctiletém manželství se nervově zhroutila a prožila několik let v ústavu pro choromyslné. Po rozvodu se s oběma syny (Jacobem [1866–1911] a Ludvigem [1868–1922]) odstěhovala do Kristianie a zahájila svou literární kariéru. V roce 1884 se provdala podruhé za dánského spisovatele Erika Skrama (1847–1923) a přesídlila do Kodaně. Ve druhém manželství se jí narodila dcera Ida Knudsen (1889–1972). V roce 1894 se znovu nervově zhroutila a žila v psychiatrické léčebně. Se svým druhým manželem se rozvedla v roce 1899.

### Tvorba
Debutovala v roce 1882 (ještě pod jménem Amalie Müller) knihou Madam Høiers Leiefolk. Ve svých dílech se zabývala problematikou manželství z pohledu ženy (viz český výbor povídek Povídky o manželství). Rodová tetralogie Hellemyrsfolket (Lidé z Hellemyru) je pokládána za vrcholné dílo norského naturalismu. V poloautobiografických románech Professor Hieronimus a St. Jorgen líčí nelidské zacházení s pacienty v ústavech pro duševně choré. Na protest proti odsudku norské kritiky chtěla být považována za dánskou spisovatelku.

### Ocenění
- Cena Amalie Skram (Amalie Skram-prisen) je stipendium, udělované v Norsku od roku 1994 norským autorům, kteří se zabývají ženskou tematikou.
- V roce 1996 vyšla v Norsku poštovní známka s jejím portrétem. Slavné norské ženy na poštovních známkách

## Dílo
- Madam Høiers Leiefolk, novelle, publisert i Nyt Tidsskrift i 1882
- Constance Ring, roman, 1885
- Karens Jul, novelle, trykt i Politiken i 1885
- Bøn og anfægtelse og Knut Tandberg, noveller, publisert i Tilskueren i 1886
- Om Albertine, pamflett, utgitt hos Olaf Huseby i Kristiania, 1887
- Lucie, roman, 1888
- Bobler, fortelling, publisert i Ny Jord, 1889
- Fjældmennesker, skuespill, 1889, sammen med Erik Skram
- Fru Inés, roman, 1891
- Forraadt, roman, 1892
- Hellemyrsfolket, romansyklus: Sjur Gabriel, 1887 – To venner, 1888 – S. G. Myre, 1890 – Afkom, 1898
- Børnefortellinger, noveller, 1890: I det Asovske hav – Det blå Atlaskesbånd og den røde Dukke Silke – Første aften: Konger i Persia – Annen aften: Karl den femtes siste levetid – Tredje aften: Passet ved Termopylai – På Hondurasfloden
- Kjærlighed i Nord og Syd, noveller, 1891: Bøn og anfægtelse, novelle, 1885 – Knut Tandberg, novelle, 1886 – Fru Inés, roman, 1891
- Agnete, skuespill, 1893
- Sommer, fortelling, trykt i Julebogen, 1894
- Professor Hieronimus, roman, 1895
- På Sct. Jørgen, roman, 1895
- Memento mori, fortelling, 1895, publisert i Tilskueren
- Majkaland, fortelling, 1895, publisert i Politiken
- Glæde, fortelling, 1896, publisert i Tilskueren
- Det røde Gardin, fortelling, 1897, publisert i Tilskueren
- En Rose, fortelling, 1898, publisert i Samtiden
- Sommer, noveller, 1898 — Sommer. Memento mori. Glæde. Post festum. Det røde Gardin

- Julehelg, roman, 1900
- Landsforrædere, pamflett, 1901
- Mennesker begynte å komme ut heftevis i 1902
- Mennesker, 1905, ikke fullført, utgitt etter hennes død

### Překlad
- Den fortabte Fader, oversettelse av Arne Garborgs Den burtkomne Faderen til dansk, 1901

### Dopisy
- Eugenia Kielland/Amalie Skram: Mellom Slagene, brev i utvalg, 1955

### Filmografie
- Formynderne, 1978, norsk film regissert av Nicole Macé og basert på Professor Hieronimus og På Sct. Jørgen.
- Lucie, 1979, norsk film regissert av Jan Erik Düring og basert på romanen med samme navn.

### České překlady
- Paní Inés – překlad Hugo Kosterka, Praha: Jan Otto,1906
- Povídky o manželství – výbor povídek, př. Hugo Kosterka, KDA, svazek 47, Praha, Kamilla Neumannová, 1908
- Modlitba a pokušení: novela – úvod František Sekanina; př. Hanuš Hackenschmied; in 1000 nejkrásnějších novel... č. 84. Praha, J. R. Vilímek, 1915
- Zrazený – př. H. Hackenschmied. Praha: Československé podniky tiskařské a vydavatelské, 1922
- Konstance Ringová: román – Praha: J. R. Vilímek, 1930